# Thury-en-Valois
Thury-en-Valois és un municipi francès, situat al departament de l'Oise i a la regió dels Alts de França. L'any 2007 tenia 480 habitants.

## Demografia

### Població
El 2007 la població de fet de Thury-en-Valois era de 480 persones. Hi havia 170 famílies de les quals 32 eren unipersonals (20 homes vivint sols i 12 dones vivint soles), 51 parelles sense fills, 79 parelles amb fills i 8 famílies monoparentals amb fills.
La població ha evolucionat segons el següent gràfic:
Habitants censats

### Habitatges
El 2007 hi havia 192 habitatges, 178 eren l'habitatge principal de la família, 7 eren segones residències i 7 estaven desocupats. 189 eren cases i 3 eren apartaments. Dels 178 habitatges principals, 152 estaven ocupats pels seus propietaris, 24 estaven llogats i ocupats pels llogaters i 2 estaven cedits a títol gratuït; 6 tenien dues cambres, 26 en tenien tres, 39 en tenien quatre i 108 en tenien cinc o més. 136 habitatges disposaven pel capbaix d'una plaça de pàrquing. A 68 habitatges hi havia un automòbil i a 99 n'hi havia dos o més.

### Piràmide de població
La piràmide de població per edats i sexe el 2009 era:
| Homes | Edats   | Dones |
| ----- | ------- | ----- |
| 0     | 95 o +  | 4     |
| 4     | 90 a 94 | 0     |
| 0     | 85 a 89 | 0     |
| 0     | 80 a 84 | 4     |
| 0     | 75 a 79 | 4     |
| 4     | 70 a 74 | 0     |
| 8     | 65 a 69 | 8     |
| 0     | 60 a 64 | 4     |
| 16    | 55 a 59 | 0     |
| 32    | 50 a 54 | 40    |
| 16    | 45 a 49 | 32    |
| 16    | 40 a 44 | 12    |
| 20    | 35 a 39 | 20    |
| 12    | 30 a 34 | 16    |
| 20    | 25 a 29 | 8     |
| 12    | 20 a 24 | 12    |
| 12    | 15 a 19 | 20    |
| 20    | 10 a 14 | 16    |
| 12    | 5 a 9   | 12    |
| 8     | 0 a 4   | 4     |

## Economia
El 2007 la població en edat de treballar era de 333 persones, 269 eren actives i 64 eren inactives. De les 269 persones actives 243 estaven ocupades (134 homes i 109 dones) i 26 estaven aturades (10 homes i 16 dones). De les 64 persones inactives 13 estaven jubilades, 24 estaven estudiant i 27 estaven classificades com a «altres inactius».

### Ingressos
El 2009 a Thury-en-Valois hi havia 172 unitats fiscals que integraven 473,5 persones, la mediana anual d'ingressos fiscals per persona era de 21.490 €.

### Activitats econòmiques
Dels 10 establiments que hi havia el 2007, 1 era d'una empresa extractiva, 1 d'una empresa alimentària, 5 d'empreses de comerç i reparació d'automòbils, 2 d'empreses de transport i 1 d'una entitat de l'administració pública.
Dels 2 establiments comercials que hi havia el 2009, 1 era una botiga de menys de 120 m² i 1 una botiga de material de revestiment de parets i terra.
L'any 2000 a Thury-en-Valois hi havia 5 explotacions agrícoles.

## Equipaments sanitaris i escolars
El 2009 hi havia una escola elemental integrada dins d'un grup escolar amb les comunes properes formant una escola dispersa.

## Poblacions més properes
El següent diagrama mostra les poblacions més properes.